# Thanh Sơn (phường)
Thanh Sơn là một phường thuộc thành phố Uông Bí, tỉnh Quảng Ninh, Việt Nam.
Phường Thanh Sơn có diện tích 9,46 km², dân số năm 1999 là 11216 người, mật độ dân số đạt 1185 người/km².